# 1033
| [ Edytuj tabelę ]              |                                                   |
| Książę Polski                  | - 1032 Mieszko II Lambert 1034                    |
| Król Angkoru                   | - 1010 Surjawarman I 1048                         |
| Król Anglii                    | - 1014 Knut Wielki 1035                           |
| Hrabia Aragonii i król Nawarry | - 1000 Sancho III Wielki 1035                     |
| Hrabia Barcelony               | - 1017 Berengar Rajmund I 1035                    |
| Książę Bawarii                 | - 1026 Henryk VI 1041                             |
| Książę Burgundii               | - 1032 Robert I 1076                              |
| Cesarz Bizancjum               | - 1028 Roman III Argyros 1034                     |
| Cesarz Chin                    | - 1022 Song Renzong 1063                          |
| Książę Czech                   | - 1012 Oldrzych 1033 - 1033 Jaromir 1034          |
| Król Danii                     | - 1018 Knut Wielki 1035                           |
| Władca Egiptu                  | - 1021 Az-Zahir 1036                              |
| Król Francji                   | - 1031 Henryk I 1060                              |
| Król Gruzji                    | - 1027 Bagrat IV 1072                             |
| Hrabia Holandii                | - 993 Dirk III 1039                               |
| Cesarz Japonii                 | - 1016 Go-Ichijō 1036                             |
| Kalif                          | - 1031 Al-Ka’im 1075                              |
| Hrabia Kastylii                | - 1029 Sancho III 1035                            |
| Król Kastylii                  | - 1000 Sancho III 1035                            |
| Wielki książę Kijowa           | - 1019 Jarosław Mądry 1054                        |
| Patriarcha Konstantynopola     | - 1025 Aleksy I Studyta 1043                      |
| Władca Korei                   | - 1031 Tŏkjong 1034                               |
| Król Leónu                     | - 1028 Bermudo III 1037                           |
| Król Norwegii                  | - 1028 Knut Wielki 1035 - 1030 Swen Knutsson 1035 |
| Książę Obodrzyców              | - 1029 Racibor 1043                               |
| Hrabia Palatynatu              | - 994 Ezzon 1034                                  |
| Papież                         | - 1032 Benedykt IX 1045                           |
| Hrabia Portugalii              | - 1028 Mendo III 1050                             |
| Cesarz rzymski (niemiecki)     | - 1027 Konrad II 1039                             |
| Książę Saksonii                | - 1011 Bernard II 1059                            |
| Król Szkocji                   | - 1005 Malcolm II 1034                            |
| Król Szwecji                   | - 1022 Anund Jakub 1050                           |
| Doża Wenecji                   | - 1032 Domenico Flabanico 1043                    |
| Król Węgier                    | - 1000 Stefan I Święty 1038                       |

Rok 1033 / MXXXIII
stulecia: X wiek ~
XI wiek ~
XII wiek

lata: 1023 «
1028 «
1029 «
1030 «
1031 «
1032 «
1033
» 1034
» 1035
» 1036
» 1037
» 1038
» 1043

## Wydarzenia w Polsce
- zmarł brat Mieszka II Otto, natomiast Dytryk został wygnany z kraju. Mieszko II skupił władzę nad Polską w swoim ręku.

## Wydarzenia na świecie
- Europa
  - zwycięstwo Wieletów nad Sasami pod Wierzbnem

## Zmarli
- 3 marca – Kunegunda Luksemburska, cesarzowa Świętego Cesarstwa Rzymskiego jako żona Henryka II, święta katolicka (ur. ok. 975)
- 22 maja - Fryderyk III, książę Górnej Lotaryngii (ur. ok. 1017)
- data dzienna nieznana :
  - Otto Bolesławowic, polski książę, brat Mieszka II (ur. ok. 1000)